# ABBA Gold: Greatest Hits
ABBA Gold: Greatest Hits é uma coletânea do grupo sueco ABBA, lançada em 1992. Possui versões em CD e DVD.
Mundialmente, as vendas em 2006 ficaram pelas 26 milhões de cópias. A 31 de Agosto de 2008, tinha vendido 4 milhões 312 mil e 90 unidades, só no Reino Unido. Foi igualmente o disco mais vendido de todos os tempos da Suíça, tendo atingido 500 mil cópias, chegando a 10 discos de Platina.
Com vendas de 30 milhões, Gold é o álbum mais vendido do ABBA, bem como um dos álbuns mais vendidos em todo o mundo. Desde 1992, ele foi relançado várias vezes, principalmente em 1999 como a primeira reedição remasterizada para marcar o 25º aniversário do grupo de vencer o Festival Eurovisão da Canção 1974, em 2008 para coincidir com o lançamento do filme Mamma Mia! e mais recentemente em 2014 para marcar o 40º aniversário do grupo de ganhar o Festival Eurovisão da Canção.

## Visão geral
Antes de seu lançamento, todas as compilações do ABBA lançadas anteriormente foram excluídas e apenas os álbuns de estúdio originais (junto com o álbum ao vivo de 1986) permaneceram na impressão. Gold: Greatest Hits foi bem recebido pelo público comprador de música e passou a ser um dos álbuns mais vendidos de todos os tempos.
Gold: Greatest Hits foi relançado em vários lançamentos "especiais" ou "remasterizados":
| Ano  | Edição                       | Notas |
| ---- | ---------------------------- | --- |
| 1992 | Lançamento original          | O lançamento original de 1992 incluía uma versão editada de "Voulez-Vous" e a edição promocional americana de "The Name of the Game". |
| 1999 | Reedição remasterizada       | Comemorando o 25º aniversário do ABBA de ganhar o Festival Eurovisão da Canção com "Waterloo", inclui as versões originais de "Voulez-Vous" e "The Name of the Game". Essa nova versão foi chamada de "série de assinaturas", pois vinha com autógrafos dos membros da banda embutidos na caixa de plástico frontal com escrita dourada. Esta edição também contém novas notas de manga e é remasterizada digitalmente em 24 bits a partir das multitracks originais. |
| 2002 | Edição de 10 anos            | Continha um livreto revisado e notas de capa atualizadas. O logotipo do ABBA foi alterado para a fonte oficial do ABBA e a capa traseira foi redesenhada. Foi lançado na Europa e Nova Zelândia (com a lista de faixas europeia, e não a lista de faixas anterior da Australásia). Esta versão não foi lançada na Austrália. |
| 2008 | Segunda edição remasterizada | Coincidindo com o lançamento do filme Mamma Mia!, em uma chamada super caixa de joias, com encarte atualizado e com som remasterizado (utilizando as remasterizações para The Complete Studio Recordings). O lançamento da Australásia apresentava a lista de faixas européia, não a lista de faixas da Australásia nas edições anteriores. Esta versão foi lançada nos EUA em 2010, embora não venha em uma super caixa de joias, mas em uma caixa normal.           |
| 2010 | Edição especial              | Inclui dois discos: o CD original (usando as remasterizações de 2008), e um DVD dos videoclipes, remasterizado em 2010. O DVD também inclui cinco clipes bônus. |
| 2014 | Edição de 40 anos            | Uma edição de 3 CDs que inclui o álbum original (disco 1), o álbum More Gold: More Hits (disco 2) e os "Golden B-sides" (disco 3), contendo 20 B-sides. |

## Variações regionais e conexões

### Edições australianas
As edições de 1992 e 1999 lançadas na Austrália e Nova Zelândia (e alguns outros territórios nessa área) tiveram uma lista de faixas modificada (veja abaixo) para incluir três sucessos locais, substituindo três outras canções na edição internacional.
O relançamento de 2002 não foi lançado na Austrália, enquanto na Nova Zelândia, a edição internacional foi lançada.
A partir de 2008, apenas as edições internacionais foram lançadas na Austrália e na Nova Zelândia.

### Versões espanholas
O lançamento original de 1992 tinha uma lista de faixas ligeiramente diferente, substituindo as versões em inglês de "Chiquitita" e "Fernando" pelas versões em espanhol.
Logo após o lançamento de Gold: Greatest Hits, uma versão em espanhol do álbum, intitulada Oro: Grandes Exitos foi lançada, seguida mais tarde por Mas Oro: Mas Grandes Exitos.

### Vídeo e DVD
Em 1992, um vídeo VHS foi lançado, incluindo todas as faixas do álbum original. Durante a década de 1990, várias variações regionais deste vídeo foram lançadas, até que a Universal Music decidiu em 2003 relançar o vídeo em VHS e DVD. A lista de faixas era semelhante ao álbum original, com alguns conteúdos adicionais: um documentário de 25 minutos produzido em 1999 e o vídeo de 1992 de "Dancing Queen". Em 2010, o DVD foi remasterizado com seis clipes bônus, incluindo cinco versões em "tela dividida" dos clipes para mostrar quais melhorias foram feitas através da remasterização dos vídeos antigos. Esses clipes em "tela dividida" eram "Gimme! Gimme! Gimme!", "Mamma Mia", "Dancing Queen", "The Winner Takes It All" e "Money, Money, Money". O sexto clipe bônus foi uma versão de desenho animado australiano de "Money, Money, Money". A edição de 2010 não incluiu o documentário do ABBA de 2003 ou a versão de 1992 de "Dancing Queen". Este disco estava disponível como um DVD independente e como parte do relançamento da 'Edição especial' de 2010.

### Outras variações
Em 2002, Gold: Greatest Hits foi lançado na Europa continental (embora não no Reino Unido) com um segundo disco bônus.
O Reino Unido viu uma edição do 30º aniversário lançada em 2004 com uma capa de manga dourada com escrita preta, ao invés da manga preta normal com escrita dourada. O lançamento original incluía um DVD com 18 das 19 músicas do CD, exceto "The Name of the Game". Também está disponível sem o DVD.

## Faixas atuais
1. "Dancing Queen" (Anderson, Andersson, Ulvaeus) – 3:51
2. "Knowing Me, Knowing You" (Anderson, Andersson, Ulvaeus) – 4:03
3. "Take a Chance on Me" – 4:06
4. "Mamma Mia" (Anderson, Andersson, Ulvaeus) – 3:33
5. "Lay All Your Love on Me" – 4:35
6. "Super Trouper" – 4:13
7. "I Have a Dream" – 4:42
8. "The Winner Takes It All" – 4:54
9. "Money, Money, Money" – 3:06
10. "SOS" (Anderson, Andersson, Ulvaeus) – 3:20
11. "Chiquitita" – 5:26
12. "Fernando" (Anderson, Andersson, Ulvaeus) – 4:14
13. "Voulez-Vous" - 4:21/5:10
14. "Gimme! Gimme! Gimme! (A Man After Midnight)" – 4:52
15. "Does Your Mother Know" – 3:13
16. "One of Us" – 3:57
17. "The Name of the Game" (Anderson, Andersson, Ulvaeus) – 3:56/4:53
18. "Thank You for the Music" – 3:49
19. "Waterloo" (Anderson, Andersson, Ulvaeus) – 2:42

## Recepção

### Críticas profissionais
| Críticas profissionais        | Críticas profissionais |
| Avaliações da crítica         | Avaliações da crítica  |
| Fonte                         | Avaliação              |
| ----------------------------- | ---------------------- |
| AllMusic                      | [ 5 ]                  |
| Encyclopedia of Popular Music | [ 6 ]                  |
| Pitchfork                     | 8.3/10                 |

Gold: Greatest Hits foi considerado um dos álbuns de compilação mais influentes já lançados. A crítica musical Elisabeth Vincentelli (New York Post; Time Out New York) credita ao álbum um renascimento do interesse da crítica na música do ABBA após dez anos de negligência após a separação da banda em 1982.
Escrevendo para a Pitchfork em 2019, o revisor Jamieson Cox concordou, descrevendo Gold: Greatest Hits como um "pacote refinado com surpreendente alcance emocional". O álbum, ele escreveu, "capitalizou um interesse subcultural fervente no trabalho do ABBA e desencadeou um renascimento completo" que culminou na encenação de Mamma Mia! e produções cinematográficas.
O editor de música do BuzzFeed, Matthew Perpetua, incluiu Gold: Greatest Hits entre as compilações que ele considerou "tão bem curadas em apresentar um período fértil de uma carreira que são indiscutivelmente o trabalho definitivo de um artista".
O ex-redator da revista Rolling Stone, Tom Moon, incluiu Gold: Greatest Hits entre suas 1.000 gravações para ouvir antes de morrer, descrevendo as faixas como "modelos de arte impecável", acrescentando que o álbum é "um excelente kit inicial para aqueles que desejam investigar o DNA do pop pós-Beatles."
Escrevendo para a Vanity Fair, o cantor e compositor Elvis Costello incluiu Gold: Greatest Hits em sua lista de 500 álbuns essenciais.

### Desempenho comercial
Com vendas puras de 5,61 milhões de cópias, Gold: Greatest Hits é o segundo álbum mais vendido de todos os tempos no Reino Unido, depois de Greatest Hits do Queen. Em agosto de 2019, Gold: Greatest Hits se tornou o álbum top 100 mais antigo de todos os tempos, passando 900 semanas na parada de álbuns oficiais do país. O álbum passou 61 (não consecutivas) semanas no top 10 e liderou as paradas britânicas 5 vezes, mais recentemente por duas semanas em 2008 após o lançamento do filme Mamma Mia!. Em julho de 2021, Gold se tornou o primeiro álbum a chegar às 1000 semanas nas paradas oficiais no Reino Unido, com vendas puras de 5,61 milhões de cópias vendidas no Reino Unido. Em novembro de 2021, foi premiado com 20× platina pela British Phonographic Industry (BPI), denotando seis milhões de unidades de álbum equivalente no Reino Unido.
Nos Estados Unidos, o álbum vendeu um total de 5,8 milhões de cópias e é o décimo nono álbum de maiores sucessos de vendas na era da Nielsen Music (que começou em 1991). No Canadá, Gold: Greatest Hits alcançou o status de Diamante (um milhão de unidades vendidas) em maio de 2000.
Na Alemanha, Gold: Greatest Hits foi certificado cinco vezes platina para vendas de 2,5 milhões de unidades. Também foi certificado 10 vezes platina na Suíça por vendas de 500.000 unidades. Na Áustria, o álbum ficou nas paradas por 397 semanas, tornando-se a segunda maior permanência de todos os tempos na parada. Após atingir o status de catálogo, voltou ao top 10 três vezes, duas vezes após os lançamentos de Mamma Mia! The Movie Soundtrack e Mamma Mia! Here We Go Again e uma vez devido ao lançamento de uma edição especial.

### Desempenho nas paradas
| País           | Parada (2008)              | Melhor Posição |
| -------------- | -------------------------- | -------------- |
| Alemanha       | Media Control Charts       | 1              |
| Argentina      | CAPIF Top 100              | 1              |
| Austrália      | ARIA Charts                | 1              |
| Áustria        | Top 40 Albums              | 1              |
| Bélgica        | Ultratop 40 Ultratop 50    | 15 16          |
| Canadá         | Canadian Albums Chart      | 4              |
| Dinamarca      | Tracklisten                | 3              |
| Eslovênia      | Top 30 Albums              | 1              |
| Espanha        | Spanish Albums Chart       | 24             |
| Estados Unidos | Billboard 200              | 63             |
| Europa         | European Top 100 Albums    | 1              |
| Finlândia      | Finnish Albums Chart       | 1              |
| França         | French Albums Chart        | 75             |
| Hungria        | Hungarian Albums Chart     | 10             |
| Irlanda        | Irish Albums Chart         | 1              |
| Itália         | Italian Albums Chart       | 14             |
| Japão          | Oricon International Chart | 13             |
| México         | Mexican Albums Chart       | 69             |
| Noruega        | VG-lista                   | 1              |
| Nova Zelândia  | New Zealand Albums Chart   | 3              |
| Países Baixos  | Dutch Top 40               | 3              |
| Polónia        | Polish Albums Chart        | 1              |
| Portugal       | Top 50 Nacional            | 2              |
| Chéquia        | IFPI                       | 38             |
| Reino Unido    | UK Albums Chart            | 1              |
| Suécia         | Sverigetopplistan          | 1              |
| Suíça          | Swiss Top 100 Albums       | 1              |

| País           | Empresa      | Certificação | Vendas     |
| -------------- | ------------ | ------------ | ---------- |
| Alemanha       | BVMI         | Ouro         | 100,000+   |
| Austrália      | ARIA         | Platina      | 70,000+    |
| Bélgica        | BEA          | Ouro         | 15,000+    |
| Canadá         | Music Canada | 3× Platina   | 240,000+   |
| Estados Unidos | RIAA         | Platina      | 1,000,000+ |
| Europa         | IFPI         | Platina      | 1,000,000+ |
| Hungria        | Mahasz       | Ouro         | 3,000+     |
| Irlanda        | IRMA         | Platina      | 15,000+    |
| Nova Zelândia  | RIANZ        | Platina      | 15,000+    |
| Polônia        | ZPAV         | Ouro         | 15,000+    |
| Portugal       | AFP          | 2× Platina   | 100,000+   |
| Reino Unido    | BPI          | 20× Platina  | 5,610,000+ |
| Suécia         | IFPI Suécia  | Ouro         | 20,000+    |
| Suíça          | IFPI Suíça   | Platina      | 30,000+    |